# Župnija Kočevje
Prvi pisni podatki o kočevski župniji so iz leta 1339, ko je bil v kraju Mahovnik (Mooswald, tedanje ime za Kočevje) imenovan prvi vikar. Župnija je bila uradno ustanovljena leta 1393 in je do leta 1752 pripadala Oglejskemu patriarhatu. Tega leta je z ustanovitvijo Goriške nadškofije prešla pod njeno cerkveno oblast. Od leta 1787 pa do 7. aprila 2006, ko je bila ustanovljena Škofija Novo mesto, je bila kočevska župnija del Nadškofije Ljubljana. Leta 1787 je Kočevje postalo tudi sedež istoimenske dekanije.

## Cerkve
| Ime                           | Naselje                |
| ----------------------------- | ---------------------- |
| Cerkev sv. Jerneja            | Kočevje                |
| Cerkev sv. Jakoba             | Koprivnik              |
| Cerkev sv. Lovrenca           | Željne                 |
| Cerkev sv. Marije Magdalene   | Klinja vas             |
| Cerkev Presv. rešnjega telesa | Kočevje (Trata)        |
| Cerkev sv. Roka               | Šalka vas              |
| Cerkev sv. Treh kraljev       | Črni Potok pri Kočevju |
| Cerkev Vseh svetih            | Livold                 |